# آلبرتو مندز
آلبرتو مندز (انگلیسی: Alberto Méndez؛ زادهٔ ۲۴ اکتبر ۱۹۷۴) اهل اسپانیا است.
از باشگاه‌هایی که در آن بازی کرده‌است می‌توان به باشگاه فوتبال آرسنال، باشگاه فوتبال آ. ا. ک آتن، باشگاه فوتبال اس‌وی زاندهاوزن، و باشگاه فوتبال دارمشتات ۹۸ اشاره کرد.